# Brazilian Day Canada

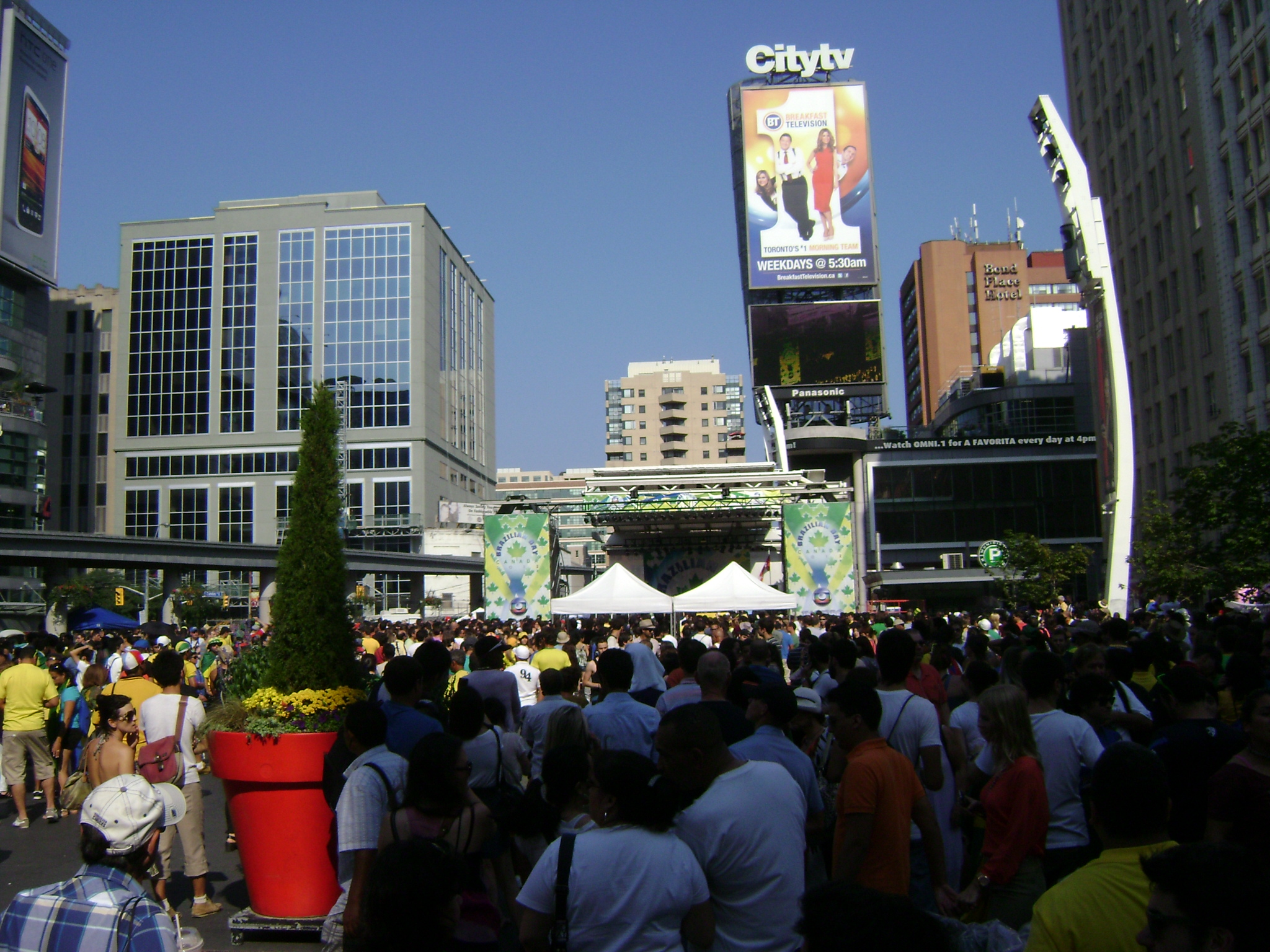
Palco no Brazilian Day Canada 2012.

Brazilian Day Canada é um evento que ocorre anualmente na Dundas Square, em Toronto, Ontario, Canadá.
Teve sua primeira edição em 2009, baseando-se no sucesso do Brazilian Day de Nova Iorque.
É uma das duas grandes festas brasileiras que ocorrem anualmente na cidade de Toronto, com a outra sendo a Toronto International BrazilFest, comemorado no Earlscourt Park.

## Galeria

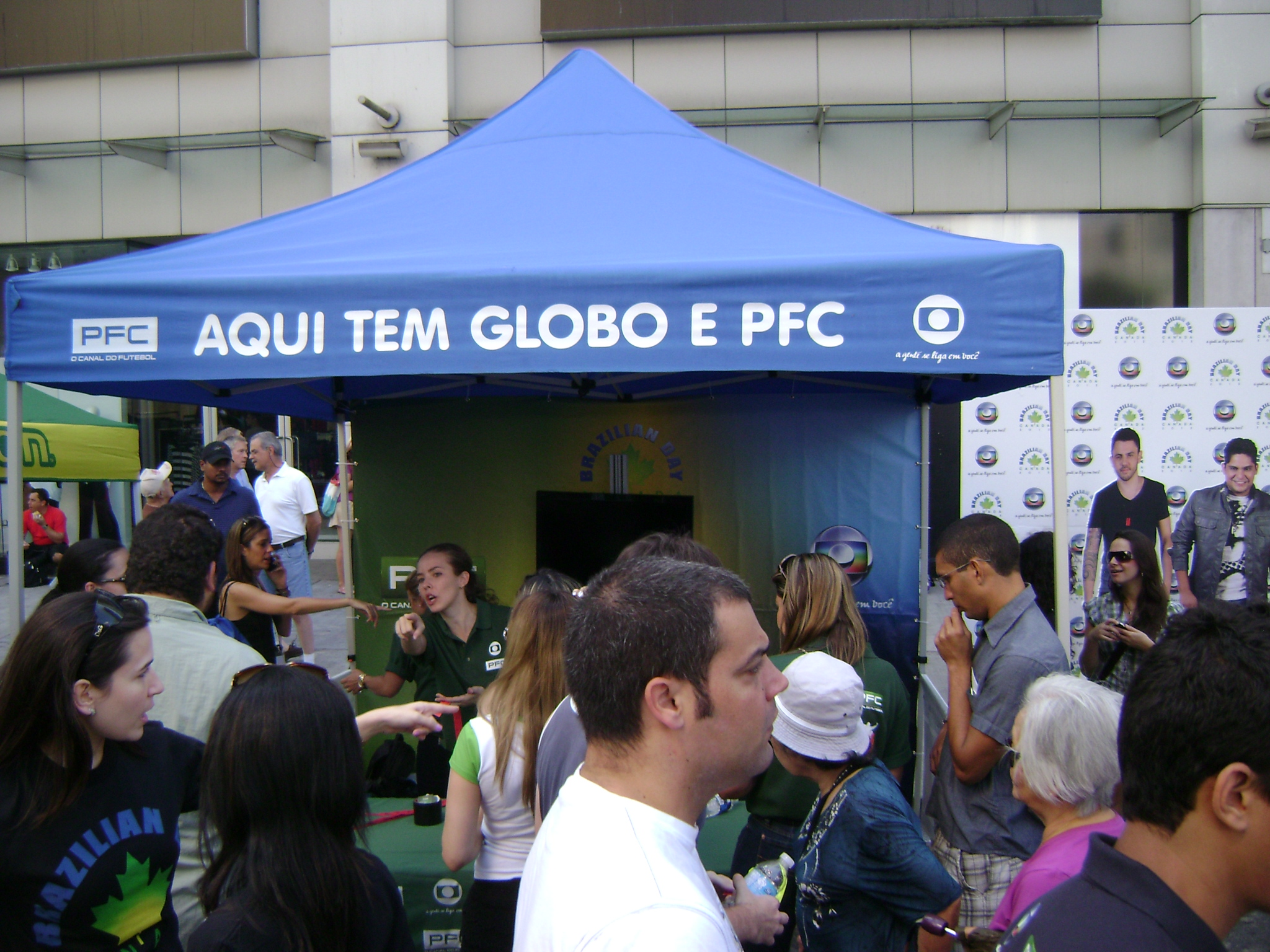
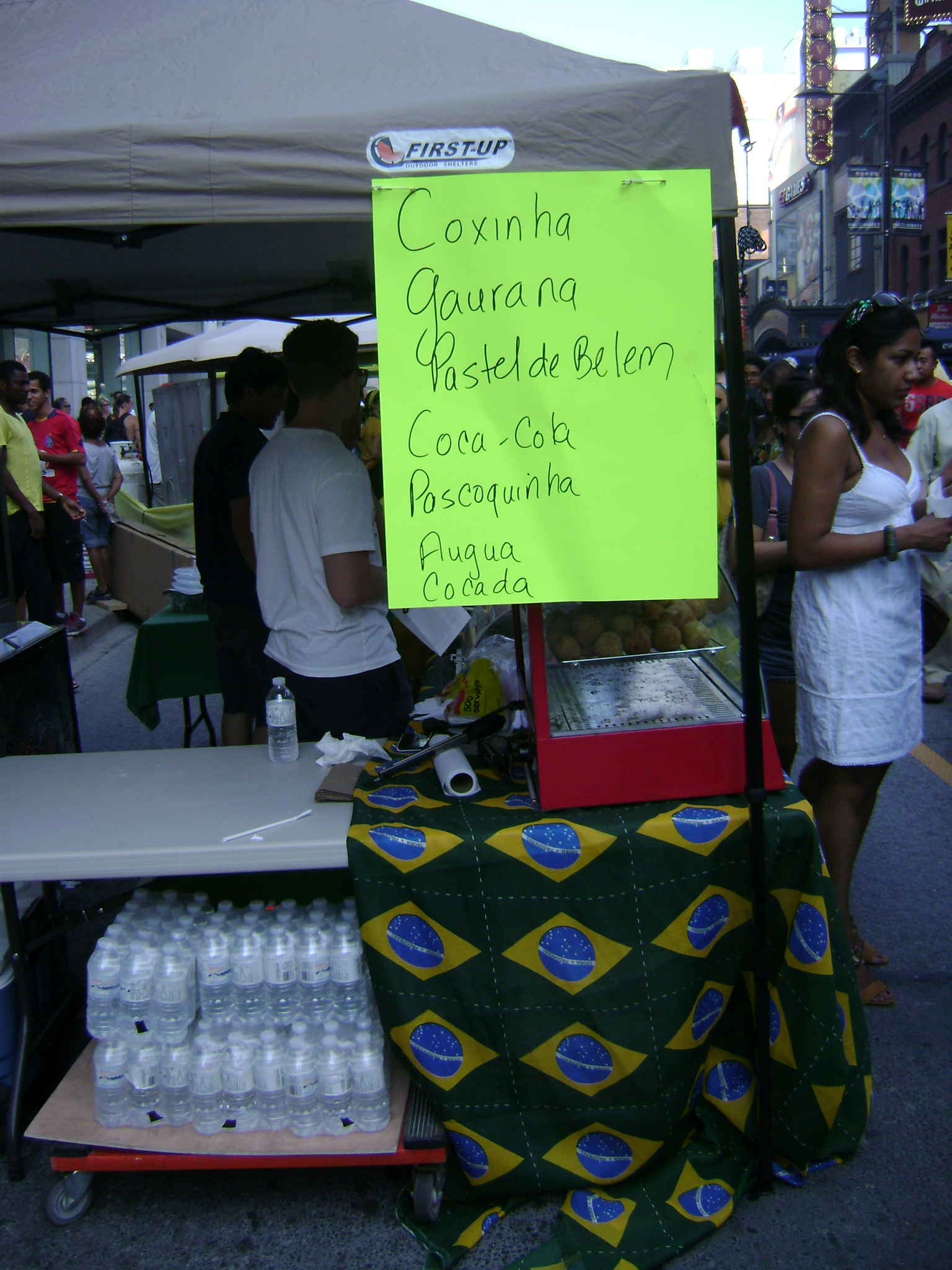
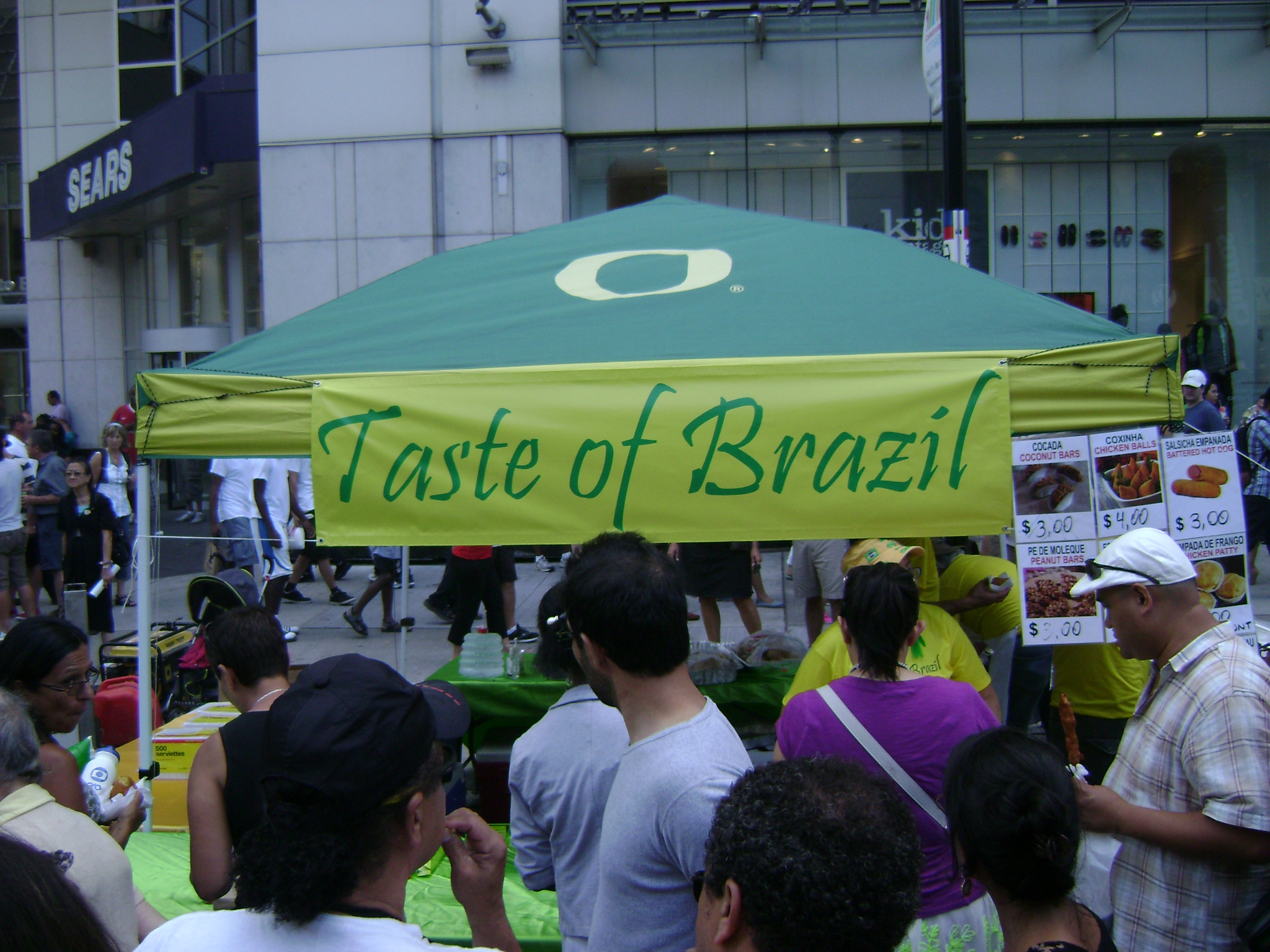
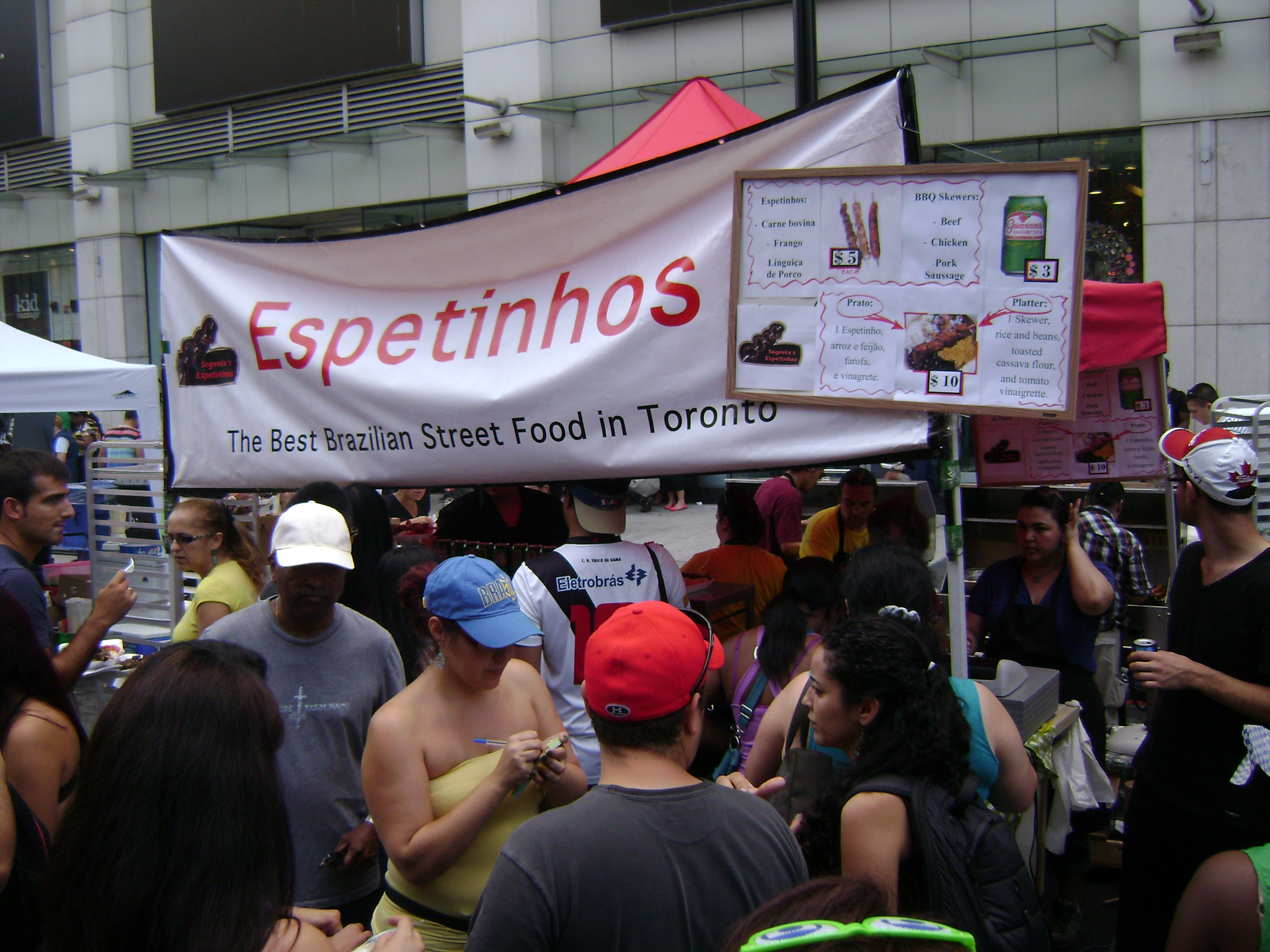
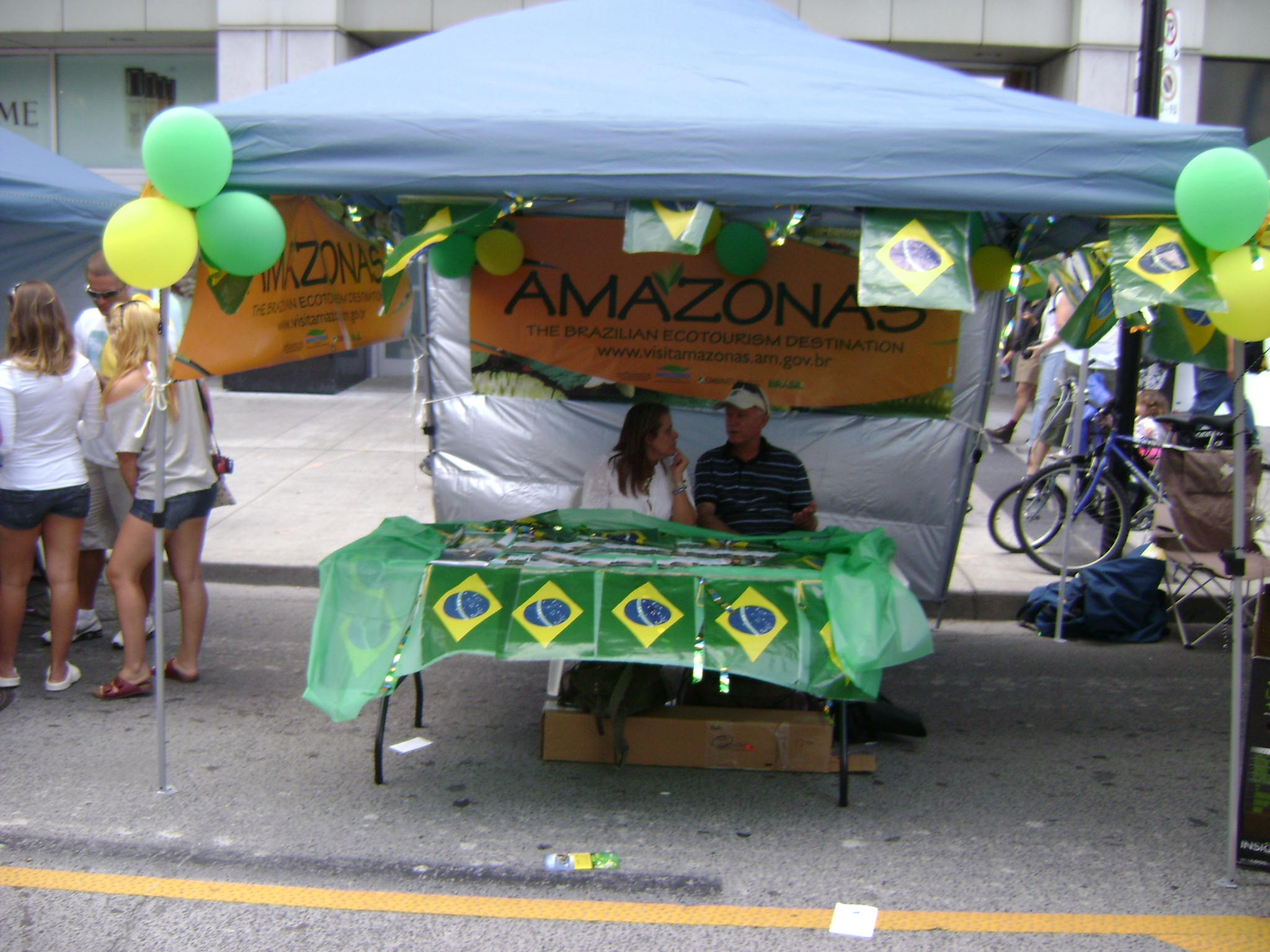
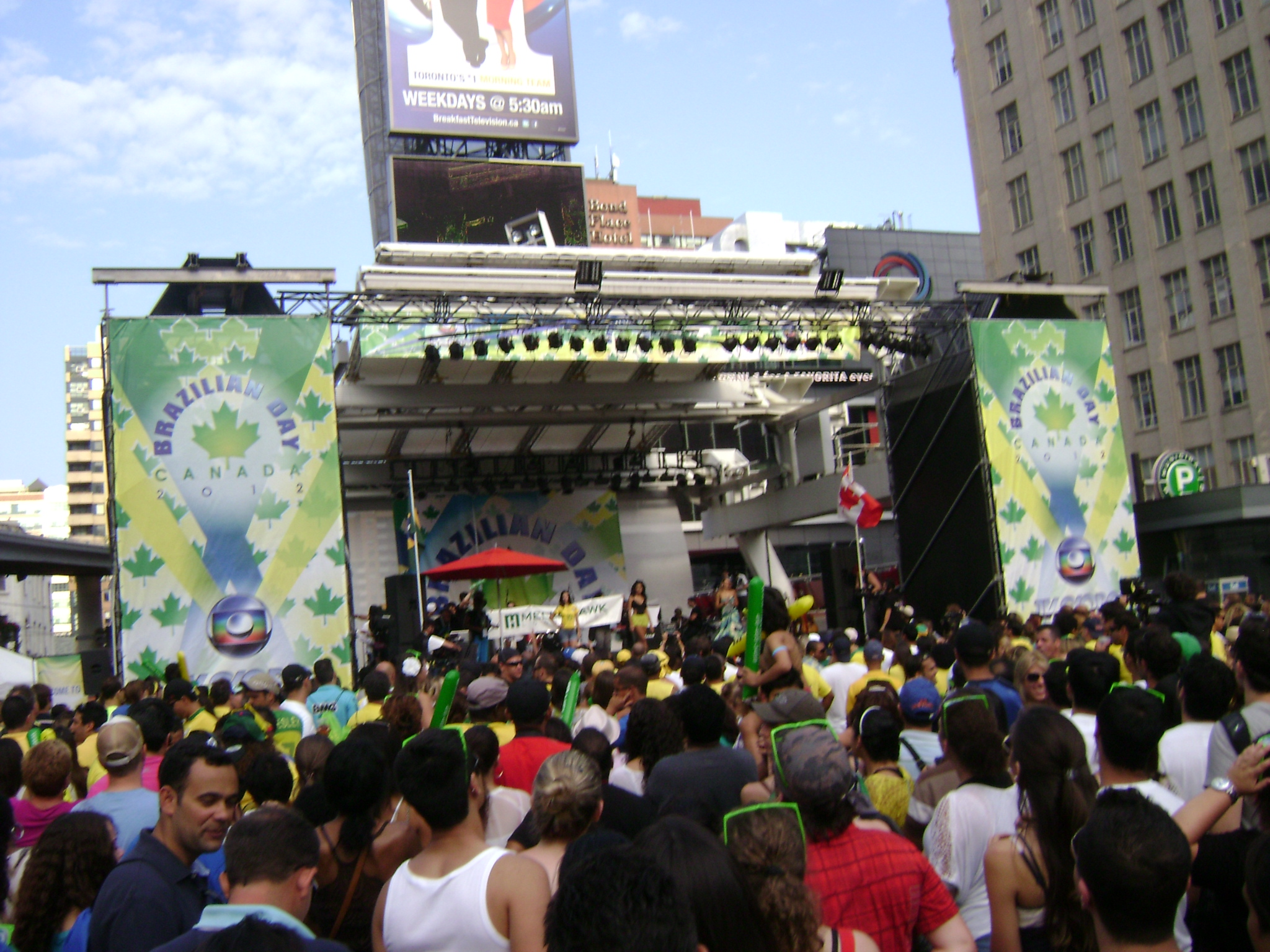
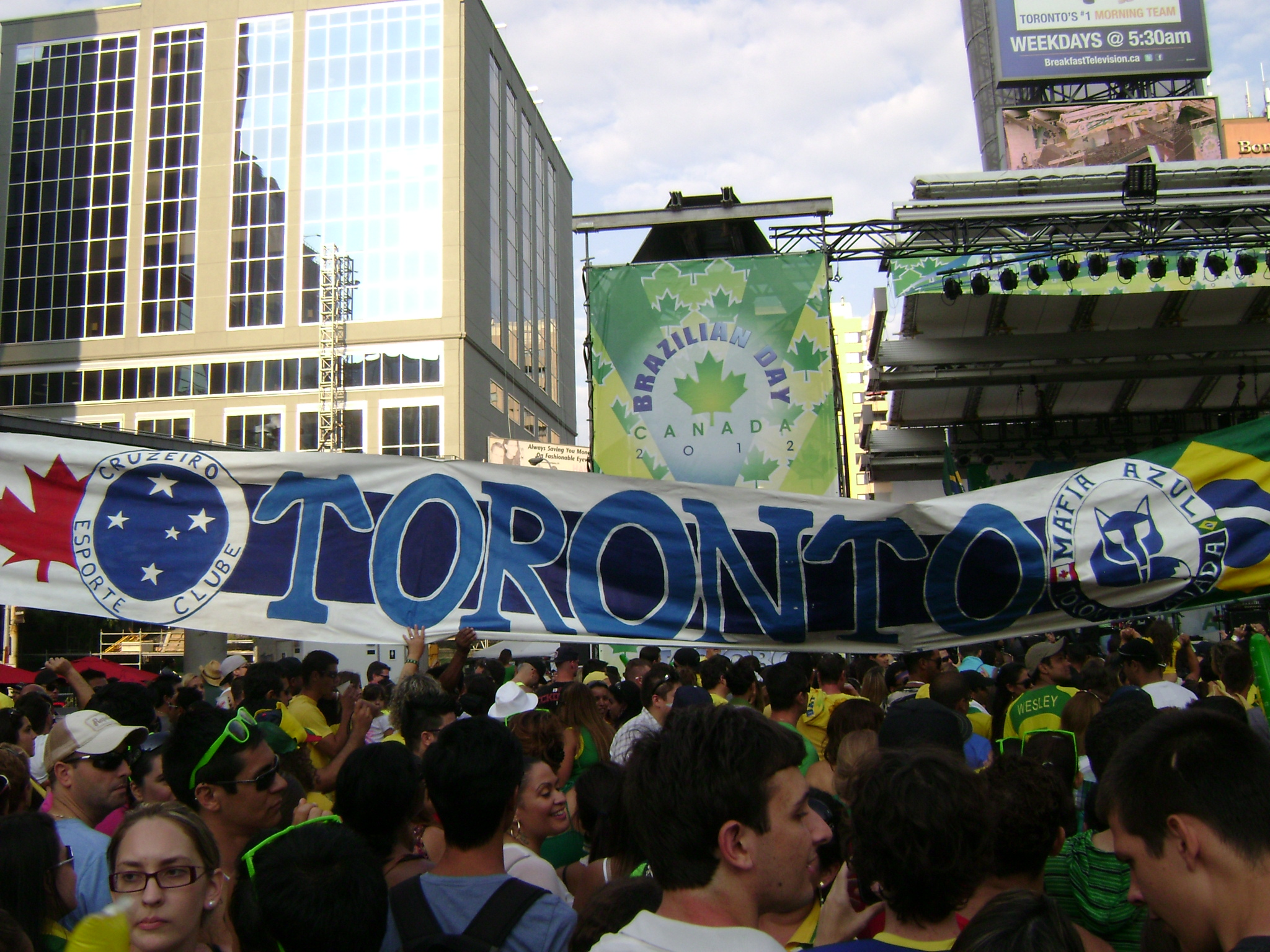